# Köpenhamns historia

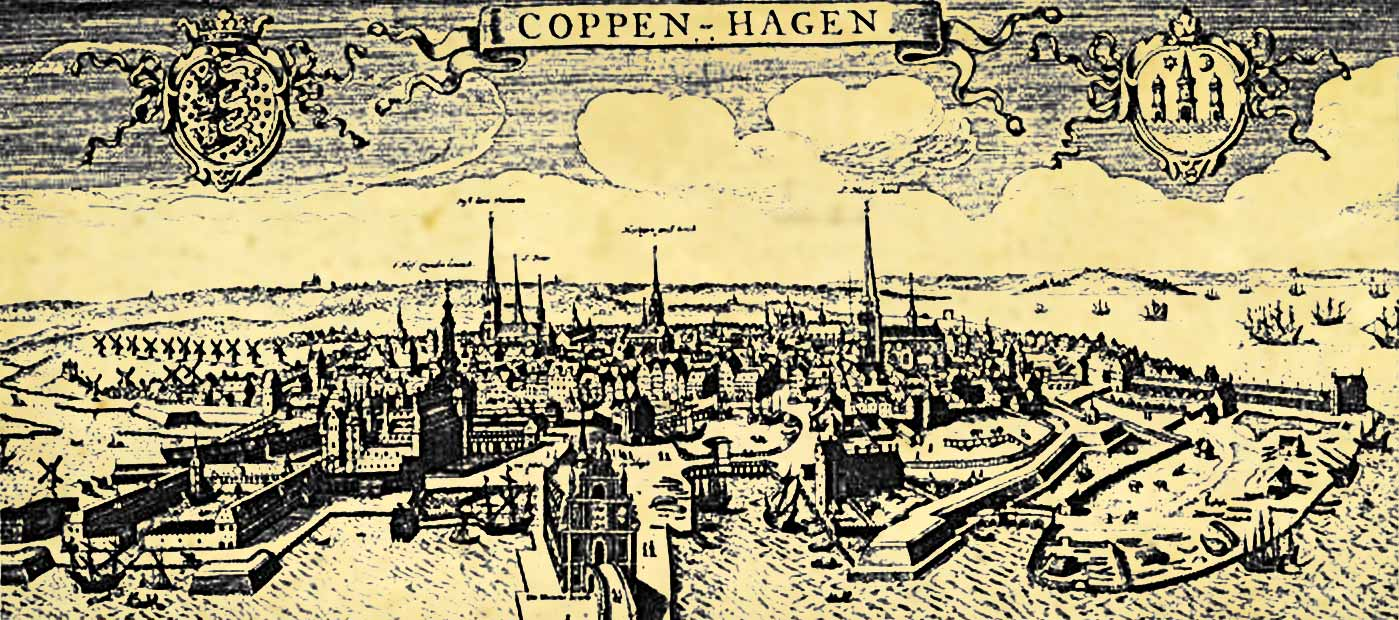
Köpenhamn år 1650.

Köpenhamns historia brukar traditionellt inledas med ett borgbygge av biskop Absalon Hvide 1167-1168, även om bosättning där funnits minst 100 år tidigare. Stadens centrala läge vid Öresund gjorde den till en viktig handelsplats och den kom också att bli Danmarks huvudstad, inofficiellt från 1420-talet officiellt från 1536.
Köpenhamns stadsplan är till stor del ett verk av Kristian IV. Allt brann ned vid två tillfällen, 1728 och 1795. Staden blev också delvis skadad av engelska flottan i slaget på Köpenhamns redd 1801 och vid Köpenhamns belägring 1807.
På 1800-talet blev Köpenhamn centrum för industrialiseringen av Danmark. Köpenhamns stadsmurar som funnits sedan medeltiden revs och ersattes av grönytor och stadsbebyggelse. Under slutet av 1800-talet uppfördes stora befästningsvallar väster om Köpenhamn kallat Vestvolden som togs ur bruk under 1920-talet.. Detta ledde till att stadsplaneringen i hög grad gick ut på att bygga täta, kompakta kvarter.
Köpenhamns metros invigning 2002 innebär en kraftig förbättring av kollektivtrafiken i Köpenhamn.

## Grundandet och staden under medeltiden
Staden har ett vid Öresund naturligt skyddat läge invid det smala sund som skiljer Själland och Amager. Bebyggelsen har anor ner i sen vikingatid. Köpenhamn omtalas första gången i Knytlingasagan som Havn (svenska Hamn) 1043. Sagan är dock nedskriven först ca 1300, varför den ansetts ej helt pålitlig. Under 1200-talet fick staden namnet Købmannahavn.
Utmed Strøget, mellan Gammeltorv och Rådhuspladsen, finns den äldsta påträffade bebyggelsen. Denna har utgjorts av en rund befästning med vall och vallgrav. Direkt utanför denna, under nuvarande Ströget, har Köpenhamns äldsta kyrka legat, en träkyrka helgad åt S:t Clemens. Storleken på den runda befästningen motsvarar storleken på Harald Blåtands så kallade trelleborgar, vilka samtliga haft en trolig Clemenskyrka direkt utanför vallen.
Kung Valdemar den store skänkte vid mitten av 1100-talet byn Havn med andra angränsande byar till sin fosterbror, biskop Absalon av Roskilde, Absalon Hvide. I sitt testamente 1202 gav Absalon staden till Roskilde biskopsstol. Absalon uppförde någon gång i perioden 1167 – 1177 en borg på den lilla ö som låg i sundet utanför staden. Borgen bestod av en ringmur i kritsten med en centralbyggnad. Rester efter denna finns i dag att bese i museet under Christiansborg. Den äldsta stadsbebyggelsen verkar ha legat vid området för nuvarande Gammelstrand upp mot Ströget på båda sidor om Højbro Plads.
Vid mitten av 1200-talet fördrev kung Erik Plogpenning biskopen Niels Stigssønz från staden. 1249 plundrades Köpenhamn av tyskar och den danske kungen Abel. 1254 utfärdade biskop Jacob Erlandsen stadens äldsta kända privilegiebrev. Här stadgades bland annat att borgarna skulle hålla biskopen med skepp och roddare om han önskade ta sig över Öresund.
1417 indrog Erik av Pommern staden under den danska kronan. Från och med 1420-talet räknas också staden som Danmarks huvudstad men staden fick officiell huvudstadsstatus först 1536 när denna värdighet officiellt överfördes dit från Roskilde.  Under kung Hans i slutet av århundradet byggdes en stark nationell flotta upp. Bremerholm i Köpenhamn blev en viktig örlogsbas. 1479 grundades Köpenhamns universitet.

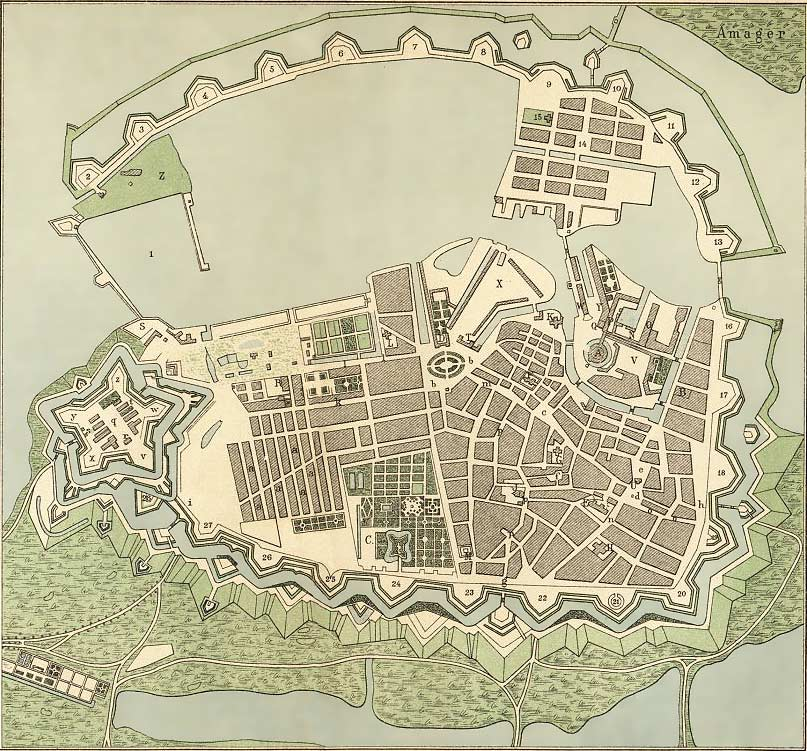
Karta över Köpenhamn från 1728 före 1728 års brand.

## Staden under tiden för enväldet
Köpenhamns stadsplan är till stor del ett verk av Kristian IV. På 1630-talet byggdes ett nytt kvarter inom Köpenhamn som hette Nyboder. Syftet var att ge gifta sjömän ett ställe att bo på. Vid år 1640 fanns det runt 600 bostäder i kvarteret. Staden brann ned vid två tillfällen, branden 1728 och branden 1795. Staden blev också delvis skadad av engelska flottan i slaget på Köpenhamns redd 1801, då Storbritannien krävde att få hela danska örlogs- och en stor del av handels-flottan. Vid Köpenhamns belägring 1807 som liksom 1801 hade samband med Danmarks ställning och ofrivilliga indragande i Napoleonkrigen landsattes en stor brittisk armé vilken istället för att försöka erövra staden, ämnade förstöra den. Detta gjordes till en del med artillerield, men främst med den nya uppfinningen med krutdrivna och fosforladdade raketer som satte eld på halmtaken. Den materiella förödelsen blev enorm, endast stenhus och ett mycket litet antal korsvirkeshus klarade sig.

## Staden under 1800-talet och fram till andra världskriget
På 1800-talet blev Köpenhamn centrum för industrialiseringen av Danmark. Här verkade under tidigt 1800-tal Søren Kierkegaard och H C Andersen i en tid då liberalismen gjorde sitt intåg i samhällsdebatten. Missnöjet med det kungliga enväldet ledde till att Danmarks första grundlag antogs 1849 i Köpenhamn, något som gjorde Danmark till en konstitutionell monarki styrd av ett parlament. Folketinget sitter sedan dess på Christiansborg. En annan stor händelse vid denna tid var att Köpenhamns stadsmurar som funnits sedan medeltiden revs och ersattes av grönytor och stadsbebyggelse. Idag ingår en bit av gamla vallgraven i Tivolis sjöar.
År 1884 brann Christiansborg ner till ruiner och det nuvarande fick byggas upp.
För att möta hotet från en kommande tysk invasion byggdes under slutet av 1800-talet, trots starkt motstånd från liberalt håll, närmast hot om inbördeskrig, stora befästningsvallar väster om Köpenhamn kallat Vestvolden. Den bestod av en serie artillerifort i norr och Vestenencienten, en befäst vallgrav i söder, vilken fortfarande finns kvar. Fästningen var komplett utrustad med egen järnväg, kanontorn etc efter tidens befästningsteknik. Detta ledde till att stadsplaneringen i hög grad gick ut på att bygga täta, kompakta kvarter för att få plats med så mycket människor som möjligt innanför vallarna. Nya utvecklade krigsstrategier och teknisk utveckling gjorde dock att Vestvolden var föråldrad redan innan Första världskriget och hela anläggningssystemet togs successivt ur bruk under 1920-talet.
Samtidigt hade de gamla försvarsvallarna i dagens "indre by" öppnats och ersatts med parker och tre sjöar med omkring 200 meters bredd och en sammanlagd längd av 3 kilometer - som i dess mitt ger intrycket av att en stor flod rinner genom staden. Utanför dessa sjöar inkorporerades de nybyggda stadsdelarna "brokvarteren" 1902 - med ett märkligt undantag, Frederiksberg. Denna stadsdel låg (och ligger fortfarande) som en enklav helt och hållet omgiven av Köpenhamns kommun. "Brokvarteren" var färdigbyggda före första världskriget, och ytterligare stadsdelar bebyggdes - Sundby, Valby, Brønshøj, Husum och Bispebjerg. Därefter fick Köpenhamn fortsätta att växa i omgivande kommuner.
Under 1930-talets krisår utbyggdes Amagers västsida på grunt vatten. Större delen av denna utbyggnad utgör än i dag Amager fælled (på svenska ungefär Amagers gemenskapsområde), en blandning av ängsmark med lite planteringar, som först 50 år senare på allvar börjat bebyggas.
1934 invigdes den första sträckan av Köpenhamns stadsbana, S-tågen.

## Köpenhamn under andra världskriget
Under andra världskriget ockuperades Köpenhamn den 9 april 1940 av influgna tyska trupper som landade på Kastrup. Ockupation pågick till den 5 maj 1945. I Danmark är denna period känd som besættelsen. Staden skonades relativt väl bortsett från ett par sprängattentat och flygbombningar riktade mot tyskarnas krigsindustri.
Gestapo hade under ockupationen övertagit det brittiska oljebolaget Shells huvudkontor i Köpenhamn, och på grund av bombrisken förvarades alla fångar på den översta våningen. Motståndsrörelsen hade därför begärt att byggnaden skulle precisionsbombas av brittiska flygvapnet, RAF. Den 21 mars 1945 genomfördes också en bombning av det brittiska flygvapnet. Bomberna träffade de understa våningarna och satte byggnaden i brand, varigenom både Gestapos arkiv förstördes och många politiska fångar lyckades fly, bland annat motståndsmannen Mogens Fog och den konservative politikern Poul Sørensen. Dessvärre bombades samtidigt av misstag även Frederiksbergs katolske skole for Piger (som dock var öppen för alla flickor). Sammanlagt omkom 127 civila varav 87 flickor i åldrarna 7-12 år

## Tiden efter andra världskriget
1947 kom Fingerplanen, en plan för storstadsområdets utveckling.
Christiania, ett tidigare militärt område, ockuperades 1971 och blev av vänsterpolitikerna (som hade makten i både folketinget och rådhuset) kallat ett socialt experiment.[källa behövs] Invånarna förklarade området som "fristad". Och efter Danmarks inträde i dåvarande EG ("EF" på danska) 1973, förklarades området av de boende att vara "EF-fri zone". Alla försök att stänga området har misslyckats.[källa behövs]
1973 skedde en kraftig utbyggnad av bansystemet på Kastrup, då parallellbanesystemet blev färdigbyggt.
Under 1980-talet drabbades Köpenhamn av ett blodigt s.k. "MC-krig" där den internationella organisationen Hells Angels så småningom utrotade det på Christiania baserade Bullshit. Detta brukar i populärpress kallas "det första MC-kriget" eller "Det danska MC-kriget" och följdes av media i stora delar av Europa.[källa behövs]
1989 Inleddes ombyggnaden av dåvarande "nationalstadion" Idrottsparken till en toppmodern arena. Planen vreds 90 grader och nya läktare uppfördes på tre sidor. Arenan döptes nu om till sitt forna smeknamn, Parken.
2000 invigdes Öresundsförbindelsen, vilken gav storstadsområdet förbättrade kommunikationer med Skåne och Norden i övrigt.
2002 invigdes den första sträckan på Köpenhamns metro.
2007 fick Danmark en ny regional indelning och även en kommunreform. Region Hovedstaden bildades.
I december 2009 hölls det stora klimattoppmötet COP15 på Bella Center på Amager, där bl.a. USA:s president Barack Obama för andra gången besökte staden. Resultatet av mötet blev dock inte vad många hoppats på, på förhand.